# 32550 Sharonthomas
32550 Sharonthomas è un asteroide della fascia principale. Scoperto nel 2001, presenta un'orbita caratterizzata da un semiasse maggiore pari a 2,4742235 UA e da un'eccentricità di 0,1460541, inclinata di 5,60576° rispetto all'eclittica.